# 小扁芒菊
小扁芒菊（学名：Allardia nivea）是菊科扁芒菊属的植物，是中国的特有植物。分布于巴基斯坦、印度以及中国大陆的西藏等地，生长于海拔5,350米的地区，多生于冰川侧碛，目前尚未由人工引种栽培。